# Léonie la bienheureuse
Pour les articles homonymes, voir Léonie.
Léonie la bienheureuse est un roman de Pierre-Jean Launay publié en 1938 aux éditions Denoël et ayant reçu le prix Renaudot et le prix des Deux Magots la même année.

## Éditions
- Léonie la bienheureuse, éditions Denoël, 1938
- Léonie la bienheureuse, éditions Correa, 1938
- Léonie la bienheureuse, Ferenczi & fils, 1939
- Léonie la bienheureuse, Le Livre de poche, 1981.